# Ингильдеева, Лиза
Лиза Ингильдеева (нем. Lisa Ingildeeva; 4 декабря 1988 Москва, РСФСР, СССР) — немецкая спортсменка, представляет художественную гимнастику в индивидуальных упражнениях.

## Биография
Лиза родилась в СССР, но в возрасте 6 лет вместе с родителями эмигрировала в Германию. Уже там в Берлине её заметили тренеры по художественной гимнастике.
Училась на факультете экономических и социальных наук Гогенгеймского университета. Занималась в школе художественной гимнастики Магдалены Бжеской при спортивном обществе Schmiden в Фелльбахе.
Лиза Ингильдеева была чемпионом Германии в 2003, 2004 и 2005 годах. Участница летних Олимпийских игр 2004 года, где заняла 19-е место в квалификации.